# Plagiomima brevirostris
Plagiomima brevirostris là một loài ruồi trong họ Tachinidae.